# Sankt Veit in der Südsteiermark
Sankt Veit in der Südsteiermark är en kommun i Österrike. Den ligger i distriktet Leibnitz i förbundslandet Steiermark.  Kommunen bildades 1 januari 2015 genom en sammanslagning av kommunerna Sankt Nikolai ob Draßling, Sankt Veit am Vogau och Weinburg am Saßbach. År 2020 tillkom Seibersdorf bei St. Veit från kommunen Murfeld som i övrigt gick upp i kommunen Straß in Steiermark.  Kommunens huvudort är Sankt Veit am Vogau.
Kommunen består av 17 orter (Ortschaften) (inom parentes invånarantal 1 januari 2024):

- Hütt (170)
- Labuttendorf (170)
- Leitersdorf (141)
- Lind bei Sankt Veit (221)
- Lipsch (172)
- Marchtring (20)
- Neutersdorf (104)
- Perbersdorf bei Sankt Veit (144)
- Pichla bei Sankt Veit (142)
- Priebing (108)
- Rabenhof (145)
- Sankt Nikolai ob Draßling (743)
- Sankt Veit am Vogau (835)
- Seibersdorf bei Sankt Veit (271)
- Siebing (263)
- Wagendorf (478)
- Weinburg am Saßbach (335)